# Ліга Миронюка
Ліга Миронюка (Всеукраїнська дитяча ліга В. В. Миронюка з фехтування) — щорічні спортивні змагання з фехтування на рапірах, шпагах та шаблях. Змагання проходять в чотири етапи у трьох вікових категоріях U11, U13 та U15. Хлопці з дівчатами змагаються окремо один від одного. Змагання відбуваються під егідою Національної федерації фехтування України, і внесені до її календаря. Відповідно до результатів змагань, федерація формує рейтинги спортсменів та спортсменок, які публікує на своєму офіційному сайті.

## Історія змагань
Перші змагання було організовано та проведено в сезоні 2013/14 р. До сезону 2017/18 р. змагання називалися Ліга «10 — 13», починаючи з сезону 2018/19 р. змагання перейменували на Всеукраїнську дитячу лігу В. В. Миронюка з фехтування, в пам'ять заслуженого тренера України, директора ДЮСШ «Армієць», Володимира Васильовича Миронюка. До вторгнення російських військ в Україну змагання були міжнародними. Наразі в змаганнях Ліги постійно беруть участь більш ніж тридцять п'ять спортивних шкіл та клубів із 19 міст України.

## Структура змагань
РАПІРА:
● Всеукраїнські змагання Ліги Миронюка з фехтування на РАПІРАХ серед ДІВЧАТ у трьох вікових категоріях U11, U13, U15.
● Всеукраїнські змагання Ліги Миронюка з фехтування на РАПІРАХ серед ХЛОПЦІВ у трьох вікових категоріях U11, U13, U15.
ШПАГА:
● Всеукраїнські змагання Ліги Миронюка з фехтування на ШПАГАХ серед ДІВЧАТ у трьох вікових категоріях U11, U13, U15.
● Всеукраїнські змагання Ліги Миронюка з фехтування на ШПАГАХ серед ХЛОПЦІВ у трьох вікових категоріях U11, U13, U15.
ШАБЛЯ:
● Всеукраїнські змагання Ліги Миронюка з фехтування на ШАБЛЯХ серед ДІВЧАТ у трьох вікових категоріях U11, U13, U15. 
● Всеукраїнські змагання Ліги Миронюка з фехтування на ШАБЛЯХ серед ХЛОПЦІВ у трьох вікових категоріях U11, U13, U15.

## Світлини
|  |  |  |  |

## Публікації
- ЛМ 2024 Київ: Шпажисти та шпажистки відкрили «Різдвяний Кубок»
- У Броварах відбувся етап Всеукраїнської Національної Дитячої Ліги Миронюка з фехтування на шпагах
- ЛМ 2024 Львів: Наймолодші рапіристи розпочали сезон на етапі Дитячої ліги пам'яті В. Миронюка «Перші кроки»
- Всеукраїнський турнір з фехтування Дитяча ліга Миронюка В. В. етап «Київська весна»
- ЛМ 2024 Київ: Юні шаблісти та шаблістки розіграли нагороди перших всеукраїнських змагань сезону
- Черкаські фехтувальники здобули медалі Всеукраїнського турніру
- ЛМ 2024 Київ: Змагання з фехтування на шаблях завершили «Київську весну»
- Сьогодні та завтра, 5–6 березня, в ужгородському СК «Юність» триватиме Закарпатський етап всеукраїнського турніру «Дитяча ліга Миронюка В. В.» з фехтування на шпагах серед юнаків та дівчат "ГОРЕЦЬ-2021.
- ЛМ 2024 Київ: Рапіристки та рапіристи розіграли нагороди «Київської весни»
- ІКОННІКОВ Георгій і КОЛОБОВА Софія — переможці етапу Дитячої ліги В. Миронюка (рапіра)
- У Броварах відбувся перший етап Ліги Миронюка з фехтування (ФОТО)
- Всеукраїнський Турнір «ЛІГА МИРОНЮКА В. В.» з фехтування на шаблях серед дівчат 2011 р.н. та молодше м. Київ 24.12.2021 рік